# Überlingen
Überlingen is een plaats en gemeente in de Duitse deelstaat Baden-Württemberg, en maakt deel uit van het Bodenseekreis.
Überlingen telt 22.713 inwoners. De stad ligt aan de noordoever van het Bodenmeer. Het deel van het Bodenmeer waaraan de stad ligt heet naar de stad: het Überlingermeer. Aan de oever van het Bodenmeer is een wandelpromenade. Ook is hier een rederij gevestigd, welke in het toeristenseizoen pleziervaarten organiseert over het meer. In het westen van de stad, buiten het oude stadscentrum, is een kuuroord gevestigd. Om het oude stadscentrum ligt een middeleeuwse stadsmuur. In dit oude stadscentrum bevindt zich een eeuwenoud stadhuis met houtsnijwerk.

## Geschiedenis
Überlingen wordt voor het eerst in 770 genoemd. 
Op 1 juli 2002 was er in het luchtruim boven Überlingen een botsing tussen twee vliegtuigen, waarbij alle 71 inzittenden om het leven kwamen. 

## Stadsdelen
- Bambergen: Forsthaus Hohrain, Heffhäusle, Neuhof, Ottomühle, Reuthemühle, Schönbuch
- Bonndorf: Buohof, Eggenweiler, Fuchsloch, Haldenhof, Helchenhof, Kaienhof, Negelhof, Talmühle, Walpertsweiler
- Deisendorf: Hasenweide, Katharinenhof, Klammerhölzle, Königshof, Nonnenhölzle, Scheinbuch, Wilmershof
- Hödingen: Länglehof, Spetzgart
- Kernstadt: Altbirnau, Andelshofen, Aufkirch, Brachenreute, Brünnensbach, Goldbach, Höllwangen, Hohenlinden, Kogenbach, Rengoldshausen, Restlehof, Reutehöfe, Weiherhöfe
- Lippertsreute: Bruckfelder Mühle, Ernatsreute, Hagenweiler, Hebsack, Hippmannsfelderhof, In der hohen Eich, Neues Haus, Oberhof, Schellenberg, Steinhöfe, Wackenhausen
- Nesselwangen: Alte Wette, Fischerhaus, Hinterberghof, Katzenhäusle, Ludwigshof, Mühlberghof, Reutehof, Sattlerhäusle, Vorderberghof, Weilerhof
- Nußdorf: Untermaurach

## Kerken
- Sint-Nicolaaskerk
- Franciscanerkerk
- Sint-Judocuskerk
- Sint-Michaëlkerk
- Silvesterkapel

## Bekende inwoners van Überlingen

### Geboren
- Hans Schlegel (1951), ruimtevaarder
- Richard Ringer (1989), atleet

### Overleden
- Walter Frentz (1907-2004), Duits filmregisseur
- Fred Raymond (1900-1954), Oostenrijks componist, woonde vanaf 1951 in Überlingen en ligt hier ook begraven.
- Martin Walser (1927-2023), schrijver

Bermatingen ·
Daisendorf ·
Deggenhausertal ·
Eriskirch ·
Frickingen ·
Friedrichshafen ·
Hagnau am Bodensee ·
Heiligenberg ·
Immenstaad am Bodensee ·
Kressbronn am Bodensee ·
Langenargen ·
Markdorf ·
Meckenbeuren ·
Meersburg ·
Neukirch ·
Oberteuringen ·
Owingen ·
Salem ·
Sipplingen ·
Stetten ·
Tettnang ·
Überlingen ·
Uhldingen-Mühlhofen